# Viên Dự Bách
Viên Dự Bách (tiếng Trung: 袁誉柏; sinh tháng 5 năm 1956) là Đô đốc Hải quân Quân Giải phóng Nhân dân Trung Quốc (PLAN). Ông là Ủy viên Ủy ban Trung ương Đảng Cộng sản Trung Quốc khóa XIX, nguyên là Tư lệnh Chiến khu Nam bộ Quân Giải phóng Nhân dân Trung Quốc phụ trách địa bàn Biển Đông. Trước đó, ông giữ chức Tư lệnh Hải quân Chiến khu Bắc bộ Quân Giải phóng Nhân dân Trung Quốc và Tư lệnh Hạm đội Bắc Hải.

## Tiểu sử
Viên Dự Bách sinh tháng 5 năm 1956 tại Công An, Kinh Châu, tỉnh Hồ Bắc. Tháng 9 năm 1968 đến tháng 6 năm 1972, Viên Dự Bách theo học Trường Trung học số 2 tại huyện Công An, tỉnh Hồ Bắc. Tháng 2 năm 1976, ông gia nhập Quân Giải phóng Nhân dân Trung Quốc. Tháng 3 cùng năm, ông nhập học Học viện Tàu ngầm Thanh Đảo ở tỉnh Sơn Đông. Tháng 1 năm 1977, sau khi tốt nghiệp Học viện, ông là Đội viên tàu 11, Căn cứ Tàu ngầm Thanh Đảo. Từ năm 1978 đến năm 1981, ông tiếp tục học tập tại Học viện Tàu ngầm Thanh Đảo. Viên Dự Bách phục vụ tại Căn cứ Tàu ngầm Thanh Đảo sau khi tốt nghiệp Học viện Tàu ngầm, kinh qua các chức vụ như thủy thủ tàu ngầm, phó chỉ huy tàu, chỉ huy tàu.
Tháng 12 năm 2003, ông được bổ nhiệm làm Tham mưu trưởng Căn cứ tàu ngầm 1, Hải quân Quân Giải phóng Nhân dân Trung Quốc (Căn cứ tàu ngầm hạt nhân ở quận Lao Sơn, thành phố Thanh Đảo). Tháng 6 năm 2007, ông được bổ nhiệm giữ chức Tư lệnh Căn cứ tàu ngầm 1. Tháng 7 năm 2008, ông được phong quân hàm Chuẩn đô đốc. Tháng 10 năm 2010, Viên Dự Bách được bổ nhiệm làm Ủy viên Thường vụ Đảng ủy Hạm đội Bắc Hải kiêm Tham mưu trưởng Hạm đội Bắc Hải. Tháng 7 năm 2013, ông nhậm chức Phó Tư lệnh Hạm đội Bắc Hải.
Tháng 7 năm 2014, Viên Dự Bách được bổ nhiệm giữ chức Phó Tư lệnh Quân khu Tế Nam kiêm Tư lệnh Hạm đội Bắc Hải, kế nhiệm Khâu Diên Bằng được điều chuyển làm Tham mưu trưởng Hải quân Quân Giải phóng Nhân dân Trung Quốc. Tháng 7 năm 2015, ông được thăng quân hàm Phó Đô đốc.
Tháng 1 năm 2016, Chủ tịch Quân ủy Trung ương Tập Cận Bình tuyên bố giải thể 7 đại Quân khu gồm Bắc Kinh, Thẩm Dương, Tế Nam, Nam Kinh, Quảng Châu, Lan Châu và Thành Đô để thiết lập lại thành 5 Chiến khu, là Chiến khu Đông, Chiến khu Bắc, Chiến khu Nam, Chiến khu Tây và Chiến khu Trung ương; Viên Dự Bách bổ nhiệm làm Phó Tư lệnh Chiến khu Bắc bộ kiêm Tư lệnh Hải quân trực thuộc Chiến khu Bắc bộ Quân Giải phóng Nhân dân Trung Quốc.
Tháng 1 năm 2017, Viên Dự Bách được bổ nhiệm giữ chức vụ Tư lệnh Chiến khu Nam bộ Quân Giải phóng Nhân dân Trung Quốc, kế nhiệm Thượng tướng Vương Giáo Thành. Với việc bổ nhiệm Viên Dự Bách, một tướng Hải quân làm Tư lệnh một Chiến khu thay vì tướng lục quân, lại là chiến khu tác chiến hướng Biển Đông là động thái rất đáng chú ý. Bình luận về việc bổ nhiệm tướng Viên Dự Bách, Đô đốc Lưu Hiểu Giang nói rằng: "Động thái cho thấy vai trò quan trọng của Bộ Tư lệnh chiến khu miền Nam. Bảo vệ quyền lợi của Trung Quốc ở Biển Đông là rất quan trọng".
Ngày 24 tháng 10 năm 2017, tại Đại hội Đảng Cộng sản Trung Quốc lần thứ XIX, Viên Dự Bách được bầu làm Ủy viên Ban Chấp hành Trung ương Đảng Cộng sản Trung Quốc khóa XIX.
Ngày 31 tháng 7 năm 2019, ông được thăng quân hàm Đô đốc.